# Блажо Мраковић
Блажо Мраковић (Загарач, код Даниловграда, 15. јун 1911 — Београд, 5. децембар 1951) био је учесник Народноослободилачке борбе, правник, пуковник ЈА и народни херој Југославије.

## Биографија
Родио се 15. јуна 1911. године у Загарачу, у околини Даниловграда. Гимназију је завршио у Подгорици, али због лоше материјалне ситуације морао је да направи двогодишњи прекид у школовању. Правни факултет у Београду уписао је 1934. године, а годину дана касније отишао је на одслужење војног рока. Школу резервних официра је завршио 1936. године, студије је наставио 1937. године, а две године касније је дипломирао.
Још као средњошколац истицао се револуционарним опредељењима, а оно је нарочито дошло до изражаја након уписа на студије. Приликом једног повратка на село 1937. године, примљен је у чланство Комунистичке партије Југославије (КПЈ). Након завршетка студија и враћања кући био је већ истакнути комуниста. На великом антирежимском скупу у Спужу држао је говор, због чега је једно време морао да живи у илегали. Касније успева да се запосли у Скопљу у аграрном повереништву, али се на позив Партије вратио у Црну Гору где је преузео дужност секретара КПЈ у Даниловграду.
После капитулације Југословенске војске, нашао се на челу устанка у срезу даниловградском. У марту 1942. године прешао је на рад у срез цетињски, где је изабран за члана Окружног комитета КПЈ Цетиње. После одступања партизанских јединица ка тромеђи Црне Горе, Босне и Херцеговине, остао је у позадини на окупираној територији. Уочи Пете непријатељске офанзиве, у априлу 1943. године, прешао је у оперативну јединицу. Током офанзиве био је на дужности политичког комесара батаљона, а затим и на месту заменика политичког комесара 7. банијске бригаде. Крај рата је дочекао као политички комесар 28. дивизије. Након рата је остао у војсци и имао је чин пуковника Југословенске армије (ЈА).
Преминуо је 5. децембра 1951. године у Београду.
Носилац је Партизанске споменице 1941. и више југословенских одликовања, међу којима су — Орден заслуга за народ првог реда, Орден братства и јединства првог реда, Орден за храброст и Орден партизанске звезде трећег реда. Орденом народног хероја је одликован 27. новембра 1953. године.